# Daniel Albinus
Daniel Albinus (* 13. März 1627 in Satrup; † vermutlich am 27. Februar 1691 ebenda) war ein deutscher Theologe.

## Leben und Wirken
Daniel Albinus war ein Sohn des Pastors und Magisters Melchior Witte (1591–1658) und dessen Ehefrau Margaretha, geborene Preuß. Der Vater, dessen Nachname latinisiert Albinus hieß, stammte ursprünglich aus Eckernförde.
Albinus studierte ab Juni 1645 Evangelische Theologie an der Universität Rostock und 1649 an der Universität Jena, wo er das Studium als Magister abschloss. Danach arbeitete er für einige Zeit als Erzieher am herzoglichen Hof in Schloss Gottorf. 1659 übernahm er von seinem Vater die Pastorenstelle in Satrup. Die Gemeinde war aufgrund des Dreißigjährigen Kriegs und des sogenannten Polackenkriegs größtenteils verarmt. Während seiner Zeit als Pastor wurden viele Bauernhöfe der Gegend von Johann Adolph Kielmann von Kielmannsegg abhängig, der das Gut Satrupholm besaß.
Am 4. September 1661 heiratete Albinus Anna Stammer, eine Nichte von Elisabeth Beling. Das Ehepaar bekam zehn Kinder, von denen fünf im Kindesalter starben. Ein Sohn namens Johann Adolph übernahm später die Pastorenstelle seines Vaters und starb 1707 in Satrup.
Im Gegensatz zu seinem Vater hatte Albinus eine ruhige Amtszeit als Pastor. Daher konnte er wissenschaftlich arbeiten. Zeitzeugen beschrieben ihn als „vir doctus“ (gelehrten Mann). Als orthodoxe Kreise dem Generalsuperintendenten Johannes Reinboth vorwarfen, Synkretismus betrieben zu haben, publizierte Albinus eine von dem Theologen Johann Meier hinterlassene Schrift. Das 1661 verlegte Werk trug den Titel „Vindiciae posthumae pro orthodoxia D. Johannis Reinboths contra Diss. apolog. D. Andreae Kühns“.
Daniel Albinus starb vermutlich am 27. Februar 1691. Seine Grabrede hielt der Kappelner Pastor Johann Christoph Andreae. Sie trug den Titel „Das weiße Ehrenkleid“ und wurde 1691 in Schleswig herausgegeben.